# Myzomela pammelaena
Myzomela pammelaena là một loài chim trong họ Meliphagidae.
Nó là loài đặc hữu của Papua New Guinea.
Môi trường sống tự nhiên của nó là các khu rừng đất thấp ẩm nhiệt đới hoặc cận nhiệt đới.